# Oshikoto
Oshikoto je jedna od trinaest regija u Namibiji. Središte regije je grad Omuthiya do 2008. godine središte je bio Tsumeb najveći grad u regiji.

## Zemljopis
Oshikoto se nalazi na sjeveru države. Jedna je od samo tri namibijske regije bez obale ili državne granice. 
Graniči s namibijskim regijama:
- Ohangwena - sjever
- Kavango - istok
- Otjozondjupa - jugoistok
- Kunene - jugozapad
- Oshana - zapad

## Stanovništvo
Prema popisu stanovništva iz 2001. godine regija Oshikoto je imala 181.600 stanovnika, dok je prosječna gustoća naseljenosti 5 stanovnika na km².